# علی‌اکبر شیدا
علی اکبر شیدا (زادهٔ ۱۲۵۹ قمری ،۱۲۲۲ خورشیدی در شیراز – درگذشتهٔ ۱۳۲۴ قمری، ۱۲۸۵ خورشیدی در تهران)، موسیقی‌دان، شاعر، ترانه‌سرا و خوشنویس ایرانی معاصر بود.
تخلصش در شعر و ترانه شیدا نیز به خاطر پیوستگی با حلقه درویشان، لقب مسرور علی را برای خود انتخاب کرد و با وجود حمایت والی شیراز، آنجا را ترک گفت و در خدمت صفا علیشاه ظهیرالدوله در خانقاه صفی علیشاه تهران شد و تن به درویشی (نعمت‌اللهی صفی علیشاهی) و فقر عارفانه داد. علی‌اکبر شیدا، صاحب مشهورترین آثار موسیقی ایرانی در یکصد سال گذشته است. تصنیف‌ها، اشعار و آهنگ‌های عاشقانه او بخش مؤثری از خاطرات نسل‌های ایرانی از دهه ۱۳۲۰ به بعد است که در رادیو ایران بنا گذاشته شد. این اثرگذاری عمیق هنوز پس از ۶۰ سال و با وجود سانسور گسترده آثار ساخته شده براساس تصنیف‌های شیدا که توسط خوانندگان زن خوانده شده همچنان پابرجاست.
با وجود اهمیت و شهرت شیدا به جز چند نقل قول از عارف و روح‌الله خالقی که در همه منابع تکرار می‌شوند، هنوز هیچ مطالعه مستقلی دربارهٔ شیدا انجام نگرفته است. او هم، اشتهار به شیرازی داشت و هم اصفهانی و در تهران و در سلک دراویش نعمت‌اللهی از دنیا رفت. پیوندش با انجمن اخوت و تصنیفی که با نام میلاد نبی در مجالس انجمن خوانده می‌شد و به شیدا منسوب است تنها رد پایی است که از حضورش در عرصه‌های همگانی در دست است. اگر چه تأثیر تصنیف‌هایش بر عارف قزوینی باعث شده تا نشانه‌های سبک او را در تصنیف‌های عارف و دیگر تصانیفی که در دوره مشروطیت سروده شده است به عیان ببینیم.

## زندگی
علی اکبر، پسرِ مرشدعلی، در سال ۱۲۵۹ قمری برابر با ۱۸۴۴ (میلادی) در یکی از پر حادثه‌ترین دوران پادشاهی محمد شاه قاجار در شیراز به دنیا آمد. یک ساله بود که غائله سید علی محمد باب در شیراز بالا گرفت. پنج ساله بود که محمد شاه درگذشت و ناصرالدین شاه تاجگذاری کرد. نه ساله بود که امیر کبیر به قتل رسید. پنجاه و چهار ساله بود که ناصرالدین شاه به قتل رسید و مظفرالدین شاه به تخت نشست (۱۳۱۳). هنگامی که شورش‌های منجر به جنبش مشروطیت بالا گرفت شصت و چهار ساله بود و در سال ۱۳۲۴ در ۶۵ سالگی و در همان سالی که فرمان مشروطیت امضا شد، درگذشت.
شیدا در سال‌های اوج جنبش ادبی موسوم به «بازگشت» رشد کرد. جنبش ادبی بازگشت که برای یک قرن بر شعر دوره قاجار مسلط بود، سازمان دهی خود را مدیون شکل‌گیری انجمن ادبی نشاط بودکه در دوره فتحعلی شاه قاجار توسط میرزا عبدالوهاب نشاط شاعر سرشناس بنیان گذاشته شد.
تا سال‌ها بعد و در دورانی که شیدا تصنیف می‌سرود، این انجمن در اصفهان شاعران بزرگی را تربیت می‌کرد و به دربار می‌فرستاد. میرزا نصرالله شهاب اصفهانی که به تاج الشعرا معروف بود در سال ۱۲۵۴ اصفهان را ترک کرد و به تهران رفت. سروش اصفهانی در سال ۱۲۶۴ به تهران فراخوانده شد.
جنبش ادبی بازگشت در فضای رها شدن از فضای تحت سیطره روحانیون در دوره صفوی آشکارا گرایش به تصوف داشت. تعلق خاطر کسانی چون نشاط به مسلک فقر و درویشی و صبغه عرفانی کسانی چون سعدی و حافظ که سرمشق ادبی جنبش بودند راه را برای بازگشت به فضای فکری و ادبی و موسیقایی قرن‌های هفتم، هشتم و نهم فراهم کرده بود. نشانه‌های این تحول را می‌توان در اشعار وصال و قاآنی بازجست که از پیشگامان این جنبش در شیراز بودند یا در شاعرانی که در انجمن ادبی نشاط حاضر می‌شدند.
در همین‌جا لازم است به این نکته اشاره کنیم که شعر شیدا اگرچه در بهره‌گیری از شاعران مکتب عراق و قدمایی نظیر سعدی و حافظ تحت تأثیر جنبش بازگشت است، اما اقتضائات تصنیف‌سازی به او این امکان را داده است که خود را در سرودن شعر از قید و بندهای آزاردهنده شعر کلاسیک و جزم‌اندیشی جنبش بازگشت برهاند و به نوعی آزادی در کلام دست یابد. از این نظر اشعار او در این دوران به شعر کسانی مانند یغما و نسیم شمال نزدیک است که استفاده از واژگان عامیانه و طنز عامیانه را وسیله‌ای برای آزادسازی شعر خود قرار داده بودند. آزادی کلام شیدا در بیان حالات روانی خود به حدی است که شاید در شعر فارسی معاصر تا پس از شعر آزاد نیما کمتر بتوان نظیر آن را یافت.
در سال‌های زندگی علی اکبر شیدا، زندگی حرفه‌ای موسیقی در دست گروه‌های نوازنده یهودی بود که برپا ساختن بساط طرب را در مجالس بر عهده داشتند. اما در کنار این جریان، رواج یافتن سه‌تار به منزله ساز آهنگ سازان و ساز تنهایی دراویش جریان موسیقی دیگری را در کنار گروه‌های نوازنده مرسوم و نوازندگان ترانه‌های محلی به تدریج شکل می‌داد. در سال‌هایی که شیدا سه‌تار می‌نواخت، تنها هفتاد سال از رواج سه‌تار به شکل کنونی آن در ایران می‌گذشت.
پس از مشتاق علیشاه که سه‌تار امروزی به وی نسبت داده می‌شود، باید از یک نوازنده سرشناس دیگر سه‌تار در شیراز نام برد که واسطه رواج سه‌تار در محافل دراویش شیراز و همچنین رواج سه‌تار در شیراز آن زمان است: «میرزا محمد شفیع، ملقب به میرزا کوچک و متخلص به وصال». چون دارای ذوق و مشرب عرفان بود دل در صحبت مشایخ صوفیه بست و به میرزا ابوالقاسم سکوت سرسپرد و از راه نوشتن کلام‌الله مجید عمر می‌گذرانید. مشحون در تاریخ موسیقی خود نقل می‌کند که: «وصال مردی خوش محضر و نیکو اخلاق و زیبا روی بود و علاوه بر فضل و دانش و هنر شاعری؛ خوشنویسی و صدایی مطبوع داشت، در فن نوازندگی نیز مهارت داشت و به طوری که مشهور است از سازهای موسیقی سه‌تار می‌نواخت.» وصال در میان اهل ادب و عرفان دوستان بسیار داشته و اوقاتی را که قاآنی در شیراز بوده است اغلب با هم گذرانده‌اند. او در سال ۱۲۶۲ درگذشت.
چنان‌که دیده می‌شود، شیدا که خود نیز به دنبال پدرش در سلک فقرا درآمده بود در سال‌هایی آهنگ و تصنیف می‌ساخت که بهره‌گیری از سه‌تار در میان هم سلکان او رواج یافته بود و او با بهره‌گیری از این دستاوردها، فضای تصنیف را دگرگون ساخت. او هم مضامین تصنیف‌ها را از روایت‌های تاریخی و رخدادهای شایع در بین مردم خارج کرد و هم آن را به آهنگ و موسیقی متکی بر ردیف‌ها نزدیک‌تر ساخت. در واقع او بازگشتی است به نسلی از موسیقی‌دانان ایرانی که هم شاعر بودند، هم نوازنده و هم آهنگ ساز. تجربه‌ای که پیش از او در وصال شیرازی دیده‌ایم.

## احیاگر تصنیف ایرانی
اگر بتوانیم دوره‌ای را به عنوان دوره معاصر موسیقی ایرانی بدانیم، بی‌گمان علی اکبر شیدا یکی از پیشگامان چنین دورانی است.
«روح‌الله خالقی» که شاید بتوان او را بنیان‌گذار تدوین تاریخ موسیقی ایران دانست، در مقدمه کتاب خود «سرگذشت موسیقی ایران»، انقلاب مشروطیت را نشان تاریخی آغاز دوره معاصر می‌داند. اما درمطالعه خود عملاً تبارشناسی موسیقی‌دانان و نوازندگان دوره احیا را از دوره فتحعلی شاه قاجار (۱۲۱۲–۱۲۵۰ هجری قمری) دنبال می‌کند. مبنای تبارشناسی خالقی نوازندگان دربارهای تازه شکل گرفته قاجار هستند. او نخستین گروه‌های موسیقی ایران را دو گروه زیر نظر «زهره» و «مینا» می‌داند که گروه‌های رقیب در دربار محمد شاه قاجار هستند. زهره و مینا، بی‌واسطه زیر نظر یک ارمنی اصفهانی و یک یهودی شیرازی موسیقی را فرا می‌گیرند. روشن است که چنین اقدامی در دربار ایران برای پیوستن «عمله طرب» – حتی با چنین نام نکوهیده‌ای– به جمله باشندگان حکومت تنها پس از فروپاشی حکومت روحانی‌مدار صفوی و ثبات نسبی پس از بر روی کار آمدن حکومت قاجار امکان‌پذیر بوده است.
شیدا در چنین پس زمینه‌ای از تاریخ موسیقی فعالیت می‌کرد اما او به دربار راه پیدا نکرد و در گمنامی به کار موسیقی با همان گروه‌های موسیقی شناخته شده، جدای از محافل نزدیک به حکومت ادامه داد و اطلاعات زیادی از او به دست تدوین‌گر نخستین اثر تدوین شده تاریخ موسیقی ایران نرسید.

## تصنیف‌سازی
در این دوران می‌توانیم به‌طور مشخص از دو تن نام ببریم که به دلیل تأثیر ماندگار خود در زمره بنیان‌گذاران موسیقی امروز ایران به حساب می‌آیند. یکی میرزا عبدالله است که واسطه انتقال مدون ردیف‌های موسیقی دستگاهی ایران بود و دیگری شیدا که نخستین تصنیف‌ساز شناخته شده موسیقی ایرانی است.
تصنیف که والنتین ژوکوفسکی شرق‌شناس روس از آن به نام نثر ساده ضربی یاد می‌کند، برخلاف شعر به معنای ادبی آن که بر اساس اوزان عروضی ساخته می‌شود و خاص خواص است، تعلق به طبقات عامه دارد و قواعد دستوری شعر عروضی می‌تواند در آن به اقتضای تبعیت از آهنگ رعایت نشود
موسس خورناتسی (مورخ ارمنی قرن پنجم) و هانری ماسه از تصانیف ایرانی دوران باستان یاد می‌کنند که وزن آن به جای ساختار عروضی بر اساس شماره هجاها بنا نهاده شده بود. کریستین سن نیز درتاریخ پادشاهان کیانی از نمونه‌هایی از این تصنیف‌ها یاد می‌کند که نخستین نمونه‌های شعر پهلوی محسوب می‌شوند و در سرود تصنیف‌های مردمی در عهد سامانی بازخوانی شده‌اند؛ بنابراین به تعبیر یحیی آرین‌پور؛ شاید بتوان تصنیف را کهن‌ترین نوع شعر پارسی دانست که شباهت آن به انواع امروزی تصنیف بیانگر پیوستگی سیر تصنیف سرایی در میان عامه مردم ایران است.
حافظ شیرازی و عبدالقادر مراغه‌ای از تعبیر قول و غزل در بیان تصنیف استفاده می‌کردند و عبدالقادر مراغه‌ای از خوانندگان آن با عنوان متغزلان عجم یاد می‌کرد؛ بنابراین واژه تصنیف را باید نامی جدید برای ترانه‌های قدیمی مردمی ایرانی دانست که اساس آن بر نظم هجابندی و تکرار برخی عبارت‌ها یا مصرع‌ها استوار است و شاعران بزرگ نیز از آن استفاده می‌کرده‌اند.
قدیمی‌ترین تصنیف در دوران بالنسبه جدید که ثبت شده است تصنیفی است که ۶۰ سال پیش از تولد شیدا سروده شده است. این تصنیف که در میان مردم جنوب ایران و فارس رواج داشته یک روایت عامیانه از خیانت به شاهزاده زند، لطفعلی‌خان زند است که با همه شجاعت راه به جایی نمی‌برد و حکومت را به آغا محمدخان قاجار واگذار می‌کند. تصنیفی هم در میان مردم فارس در دوره‌ای که شیدا ۳۳ ساله بوده است، رواج داشته است که در شرح احضار فرهاد میرزا حاکم سخت‌گیر فارس به تهران است.
تا پیش از شیدا چیزی از سرایندگان تصنیف‌ها که احتمالاً به صورت بداهه‌خوانی سروده می‌شده است نمی‌دانیم و تنها در تصنیف‌های مختلف نشانه‌های سروده‌ای از شاعری را می‌بینیم (نظیر نشانه‌های شعری که صبا در دعوت از لطفعلی خان زند سروده در تصنیف مربوط به او).
در میان تصنیف‌های تقریباً همزمان با شیدا یا اندکی قبل از آن می‌توان از تصنیف «ای تیر غمت را دل عشاق نشانه» نام برد که شعر آن از خیالی بخارایی است، همچنین «خسرو خوبان» با شعری از فخرالدین عراقی، «بار فراق دوستان» با شعری از سعدی، «چهره به چهره» با شعری از قرةالعین و «تمنای وصال» با شعری از خیالی بخارایی و شیخ بهایی که از شناخته شده‌ترین نمونه این تصنیف‌ها هستند. چنان‌که در این ترانه‌ها دیده می‌شود، میان این ترانه‌ها که اکثراً در مجالس اهل طریقت خوانده می‌شده با ترانه‌هایی که در کوچه و بازار شنیده می‌شد، تفاوت وجود دارد. همچنین در این ترانه‌ها شاعر تصنیف‌ساز نیست و ساختار شعری آن با شکل تاریخی تصنیف‌های مردم پسند متفاوت است. می‌ماند تصنیف‌های مردم پسندی مانند «تو مگر ماه نکو رویانی» که شاعران شناخته شده‌ای ندارد.
بنابراین در این دوران تنها کسی را که به عنوان شاعر تصنیف ساز می‌شناسیم شیداست. افزون بر آن تقریباً ۲۲ تصنیف سروده شده از شیدا در اختیار داریم که از نظر مضامین، زبان شعری و نوع آهنگ‌ها دارای مشخصات سبکی خاص شیدا هستند. استادانی نظیر رضوی سروستانی بر ویژگی‌های سبکی این نوع تصنیف‌ها تأکید زیادی داشتند.
مرور تاریخ و فضای شعر و موسیقی در دوران شیدا به ما کمک می‌کند تا موقعیت او را در احیای دوباره تصنیف ایرانی و زمینه‌های اثر پذیری و اثر بخشی او را درک کنیم.

## شیدا در میان مردم
ویژگی علی‌اکبر شیدا آن بود که او موسیقی هم سلکان خود را در محافل عارفانه محدود نساخت و آن را با حضور در موسیقی رایج مجالس عموم مردم با نوع علائق مردم که در سبک ضربی تصنیف‌های مردم‌پسند رایج بود، پیوند زد. او به تعبیر یحیی آرین پور به تصنیف سر و صورتی داد.
ژوکوفسکی که به جمع‌آوری تصنیف‌های ایرانی علاقه داشت به تصنیفی اشاره می‌کند که در سال ۱۸۸۵ آن را در اصفهان و در سال ۱۸۹۹ آن را در تهران شنیده است به نام «سلی جانم» که هم ترانه‌ای عاشقانه است و هم گریزی به اتفاقات تاریخی دربار دارد و نکته جالب اینجاست که ترجیع‌بند این تصنیف «در خم زلفت، دل شیدا شکست» است که تکرار می‌شود و نشان دهنده استفاده خوانندگان تصنیف از ترجیع بند مشهور شیداست (که البته در تصانیف آن زمان امر رایجی بوده است). توجه به تاریخ ثبت ترانه توسط ژوکوفسکی نشان می‌دهد که شیدا در ۴۰ سالگی به آن درجه از نفوذ رسید که در اصفهان برای مردم آشنا بوده و تصنیف معروف در خم زلفت مربوط به دوران میان سالی و پیش از زندگی او در تهران است.
چنان‌که می‌بینیم حضور شیدا در محافل مردم سبب شد تا شوریدگی و شیدایی عارفانه او به دلدادگی‌های پیاپی گره خورد و مردی که به قول عارف تصنیف‌هایش را در گاه راز و نیاز سحرگاهی می‌سرود، روزی دلباخته رقاصه ایی یهودی به نام مرضیه شد. شاید تصنیف معروف مرضیه که یادآور این عشق است یکی از آخرین سروده‌های او باشد. بندی از این تصنیف که می‌گوید؛ «ز مه و شان ملک ری، دل من از تو راضیه» اشاره‌ای است به سروده شدن تصنیف در هنگام اقامت شاعر در تهران. از نظر سبکی این تصنیف به تصنیف‌های مردمی رایج در تهران آن زمان شبیه است. این نکته که عارف قزوینی و روح‌الله خالقی که هردو به نظر می‌رسد با وجود آشنایی با تصنیف‌های شیدا اطلاعات کمی از زندگی او داشته‌اند، اما هر دو به ماجرای عشق او اشاره کرده‌اند، نشان می‌دهد که این امر در تهران رخ داده و مردم کما بیش از آن اطلاع داشته‌اند.
نکاتی دیگر دربارهٔ سال‌های پایانی عمر شیدا وجود دارد که ما را به دلیل ناشناخته بودن زندگی شیدا و تا حدی بی‌توجهی به سهم او در تحول ترانه در موسیقی معاصر ایران واقف می‌سازد.
خالقی دربارهٔ آثاری که شیدا آفریده است می‌گوید که آهنگ و اشعارش بسیار مطلوب و دلنشین است و ساخته شدن هریک دارای ماجرایی است و از این دست به سه نمونه اشاره می‌کند. یکی ماجرای سرودن تصنیف مرضیه دیگر ماجرای شیفتگی به اسماعیل فرزند داوود شیرازی که به سرودن ترانه «الاساقیا از راه وفا به شیدای خود جفا کم نما … ای که به پیش قامتت سرو چمن خجل شده…»، انجامیده است.
خالقی همچنین به ماجرای استفاده از شعری از سعدی در وصف رقص زیبای رقاصه معروفی به نام «قمر سالکی» اشاره می‌کند. اوصاف خالقی نشان می‌دهد که زمینه‌های فرهنگی و اجتماعی برای نادیده گرفتن یا مورد انتقاد قراردادن مسلک رندی شیدا وجود داشته است و شاید همین دلیلی برای نادیده گرفتن حضور او دراسناد انجمن اخوت در زمان اداره کارهای موسیقی آن توسط درویش خان باشد. انتساب حداقل دو تصنیف که در جلسات انجمن اخوت خوانده می‌شده است: یکی تصنیف «مولود نبی» و دیگری «بت چین» به شیدا – و البته به ظهیرالدوله - و همچنین و جود عکس معروفی از او که – به قول روح‌الله خالقی – در ایوان انجمن اخوت از او گرفته شده است، نشان می‌دهد که او در انجمن فعال بوده است. با توجه به تأسیس انجمن در سال ۱۳۱۷ قمری و با توجه به درگذشت شیدا در ۱۳۲۴ این عکس باید در فاصله ۵۸ تا ۶۵ سالگی شیدا گرفته شده باشد. خالقی امیدوار بوده است تا کتاب مستقلی را دربارهٔ تصانیف شیدا همراه با نت‌نویسی آن تألیف کند که ظاهراً هیچگاه به انجام نرسید.
به‌هرحال به نظر می‌رسد توجه جدی به شیدا و سهم او از زمان آغاز کار رادیو ایران شروع می‌شود که به عنوان یک رسانه با مخاطب گسترده نیازمند موسیقی مورد پسند همه مردم بوده است. تصنیف‌هایی که شیدا ساخته بود و سبک کار او خیلی بهتر از سبک کار تصنیف خوانانی مانند «عبدالله دوامی» و «رضا قلی خان تجریشی» که به همراه درویش خان برنامه اجرا می‌کردند، مورد استقبال عامه قرار گرفت و در واقع استقبال مردم ایران بود که شیدا را دوباره به مرکز توجه در موسیقی معاصر برکشید. از این دوره به بعد با همت روح‌الله خالقی، جواد معروفی، بزرگ لشکری و پرویز یاحقی و با صدای مرضیه، پوران، نادر گلچین، عبدالوهاب شهیدی، پروین و بعدها سیما مافیها، سیما بینا، پریسا و محمد رضا شجریان مجموعه‌ای از ترانه‌های ماندگار ایرانی بر اساس کارهای شیدا ساخته شد که یکی از مهم‌ترین گنجینه‌های موسیقی ایرانی محسوب می‌شود.

## مهم‌ترین تصنیف‌ها
از مهم‌ترین تصانیف ساخته شیدا می‌توان به دوش دوش (که آن مه‌لقا)، امشب شب مهتابه (امشب به بر من است آن مایهٔ ناز)، بت چین (ای مه من، ای بت چین، ای صنم)، عشق تو (عشق تو آتش جانا زد بر دل من)، ناوک مژگان (از نوک مژگان می‌زنی تیرم چند)، کیه کیه در می‌زنه (عقرب زلف کجت با قمر قرینه)، دل شیدا (از غم عشقت دل شیدا شکست)، ماه غلام (ماه غلام رخ زیبای توست) و سرو خجل (ای که به پیش قامتت، سرو چمان خجل شده) اشاره کرد.